# Accès mobile à Internet

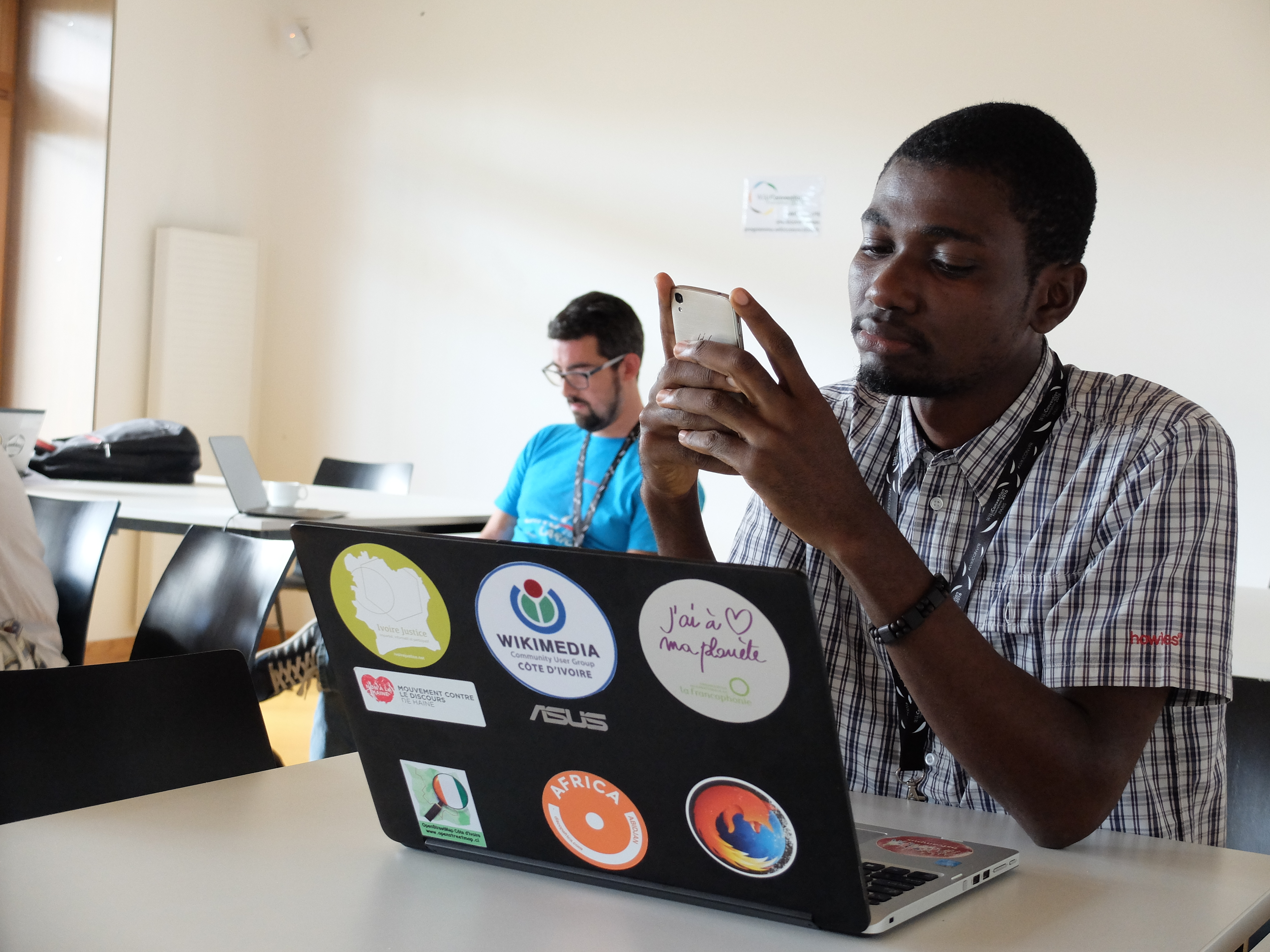
L'accès à internet se fait proportionnellement de plus en plus par mobile, au détriment de l'accès par ordinateur.

L'internet mobile est l'ensemble des technologies destinées à accéder à Internet ou dans le cas d'un abus de langage, parfois seulement au Web à l'aide des réseaux mobiles.

## Historique
L’Internet mobile est étroitement lié aux développements du matériel et des logiciels. Déjà depuis 2000, il était possible d’accéder à des sites internet mobiles via les réseaux GSM, à l’aide de la technologie WAP. Malgré les investissements importants réalisés par les opérateurs mobiles, l’utilisation de l’Internet mobile est resté longtemps moins développée que celle de l’Internet fixe ; les raisons en sont multiples. La première raison est le prix des transmissions de données mobiles en comparaison de celui de l’Internet fixe et la faible diffusion des forfaits illimités pour la transmission de données mobiles. La seconde raison était liée à l’ergonomie et à l’usage limité à la fois par les caractéristiques des terminaux utilisés (petit écran, clavier numérique ou petit clavier alphanumérique) et à l’ergonomie souvent sommaire des sites internet mobiles. Beaucoup de sites internet classiques ne sont tout simplement pas adaptés à une consultation à l’aide d’un appareil mobile souffrant de ces contraintes.

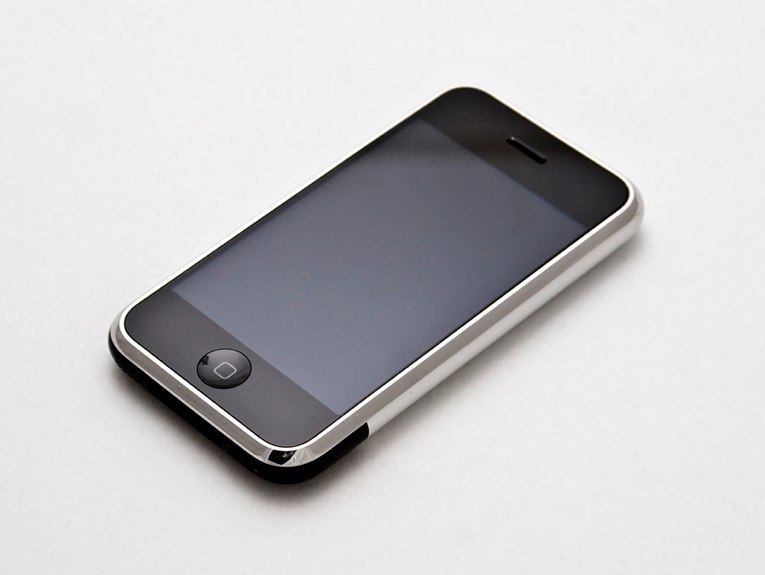
La démocratisation de l'internet mobile a commencé avec l'iPhone première génération d'Apple sorti en 2007, avec son large écran tactile compatible 2G (Edge/CDMA). Le modèle suivant, l'iPhone 3G, étend la compatibilité avec les réseaux 3G.

Depuis le début des années 2010, la commercialisation de smartphones et de tablettes équipés d'écrans haute définition et d'accès aux réseaux mobiles 3G (CDMA ou UMTS) et 4G (LTE) a rendu plus ergonomique l'accès à l'Internet mobile ; les développements de sites Web et de nombreuses applications mobiles dédiés à ces smartphones ont accéléré la généralisation de l'Internet mobile.

## Quotas de données mobiles
Sur les réseaux de téléphonie mobile, contrairement à l'internet fixe, l'usage du réseau se fait de manière partagée. Là où pour l'internet fixe, une ligne est dédiée à l'abonné, pour l'usager mobile, une antenne mobile est partagée, mutualisée, mise à disposition pour généralement plusieurs centaines d'abonnés simultanés. Pour éviter les abus et modérer la consommation, les opérateurs ont mis en place ce qui s'appelle un quota data, c'est-à-dire une quantité de données mobiles (ou d'internet mobile) à consommer limitée, avant de voir soit le débit fortement réduit, soit conservé à la même vitesse, mais facturé en consommation supplémentaire. Ce quota a pour but d'encourager les abonnés mobiles à modérer leur consommation et à éviter qu'un abonné ou un petit groupe d'abonnés, ne monopolise les capacités du réseau mobile, au détriment des autres usagers.
Selon les terminologies de communication, de marketing et de publicité, les opérateurs appellent cette "quantité de données" le "fair use", traduisible en "usage juste", "consommation juste" ou encore "quota internet", "quota data" ou "quota mobile" pour indiquer la quantité précisée de données consommables sur un forfait, généralement en GB, ou plus rarement en MB sur les petites offres.
Malgré cela, certains services parviennent à bénéficier de zero-rating aujourd'hui, bien que cette pratique soit illégale dans certains pays. C'est notamment le cas dans les pays émergents, comme dans certains pays d'Amérique du Sud par exemple.

## Controverses
Certains opérateurs n'hésitent cependant pas à filtrer les accès des abonnés ou à adapter le contenu. Les offres Internet souffrent ainsi d'un manque de neutralité matérialisé par des filtrages de protocoles notamment ceux utilisés pour la voix sur IP (Skype), tout en offrant de nouvelles facturations redondantes. Un abonnement « internet illimité » n'incluant qu'une partie d'Internet.
Le président de l'association French Data Network, Benjamin Bayart, dénonce notamment ces agissements dans certaines de ses conférences (dont la célèbre Internet Libre ou Minitel 2.0).